# Claudia Black
Claudia Lee Black (ur. 11 października 1972 w Sydney) – australijska aktorka.

## Życiorys
Przełom w jej karierze przyniosła rola oficer Aeryn Sun w serialu Ucieczka w kosmos (tytuł oryg. Farscape) oraz w miniserialu Ucieczka w kosmos i wojny rozjemców (tytuł oryg. Farscape: The Peacekeeper Wars), za którą została w 2005 roku uhonorowana nagrodą Saturn w kategorii Najlepsza aktorka telewizyjna.
Wcześniej zagrała Pandorę w filmie Królowa potępionych (tytuł oryg. Queen of the Damned), na podstawie bestsellerowej powieści Anne Rice, obok Aaliyah i Stuarta Townsenda, a także u boku Vina Diesela w filmie Pitch Black, który w Stanach Zjednoczonych i na całym świecie stał się nieoczekiwanym przebojem.
W Australii pojawiała się w najpopularniejszych serialach telewizyjnych i filmach. Australijscy widzowie pamiętają jej przejmującą interpretację postaci hermafrodyty Jill Mayhew w jednym z odcinków serialu Good Guys, Bad Guys, zagrała także główną rolę prawniczki Angeli Kostapas w nowozelandzkim serialu City Life, emitowanym także w Polsce. Wystąpiła też w takich australijskich serialach jak GP, Police Rescue i Water Rats, znany polskim widzom kanału AXN jako Szczury wodne, oraz w przygodowych serialach, także emitowanych w polskiej telewizji, jak Hercules: The Legendary Journeys, Xena i Beastmaster (Władca zwierząt).
Użyczyła również swojego głosu w kilku grach komputerowych: Farscape: The Game, Lords of Everquest, God of War, w anglojęzycznej wersji japońskiego serialu anime Steel Angel Kurumi, a także w filmie Stolen Life powstającym w technice machinima, gdzie głównymi bohaterami są roboty. Film Stolen Life został nominowany do sześciu nagród Machinima Awards, m.in. w kategorii Najlepszy film oraz Najlepsze aktorstwo głosowe (Best Voice Acting Performance). Zrobiła też narrację do jednego z programów wyprodukowanych przez National Geographic Society pt. National Geographic Mission: Earth.
W lutym 2006 Claudia Black dołączyła do stałej obsady serialu Stargate SG-1 (w Polsce Gwiezdne wrota, emitowany na HBO/HBO2), gdzie jej bohaterka, Vala Mal Doran wraca na Ziemię i zostaje przyjęta do elitarnej drużyny SG-1.
Na swoim koncie ma również udział w nagraniu książek audio – 4 opowiadania George’a R.R. Martina znajdujące się na 3-częściowym wydaniu jego opowiadań – Dreamsongs.

## Filmografia

### Seriale telewizyjne
| Rok       | Tytuł                                       | Rola                                   | Uwagi                                                                  | Źródło |
| --------- | ------------------------------------------- | -------------------------------------- | ---------------------------------------------------------------------- | ------ |
| 1992      | Zatoka serc                                 | Sandra                                 |                                                                        |        |
| 1993      | G. P.                                       | Joanna                                 | odcinek A Thousand Flowers: Part 1                                     |        |
| 1993      | Police Rescue                               | Julia                                  | odcinek Double Illusion                                                |        |
| 1993–1994 | A Country Practice                          | Claire Bonacci                         | odcinki Burning Bright, części 1 & 2                                   |        |
| 1996–1998 | City Life                                   | Angela Kosapas                         |                                                                        |        |
| 1997      | Amazon High                                 | Karina                                 |                                                                        |        |
| 1997      | Szczury wodne                               | Beth Williams                          | odcinek All at Sea                                                     |        |
| 1997–1998 | Hercules                                    | Cassandra                              | odcinki Hercules on Trial oraz Atlantis                                |        |
| 1998      | Good Guys, Bad Guys                         | Jill Mayhew                            | odcinek Naughty Bits                                                   |        |
| 1999      | A Twist in the Tale                         | Morgana                                | odcinek Obsession in August                                            |        |
| 1999–2003 | Ucieczka w kosmos                           | Aeryn Sun, Chiana, dr Batina Fairchild |                                                                        |        |
| 2000      | Kōtetsu Tenshi Kurumi (jap. 鋼鉄天使くるみ) | Mikhail                                | dubbing odcinek Mikhail                                                | [ 1 ]  |
| 2000      | Xena: Wojownicza księżniczka                | Amazonka #2                            | odcinek Lifeblood                                                      |        |
| 2001      | Władca zwierząt                             | Huna                                   |                                                                        |        |
| 2004      | Ucieczka w kosmos i wojny rozjemców         | Aeryn Sun                              | główna rola; obie części                                               |        |
| 2005–2007 | Gwiezdne wrota                              | Vala Mal Doran                         | po raz pierwszy w odcinku Prometheus Unbound                           |        |
| 2007      | Akta Dresdena                               | Liz                                    | odcinek The Other Dick                                                 |        |
| 2008      | Pod osłoną nocy                             | Sprzątaczka                            | odcinek Sonata                                                         |        |
| 2009      | Spike Video Game Awards 2009                | jako ona sama                          | prowadzący                                                             |        |
| 2010      | Agenci NCIS                                 | Velvet Road                            | odcinek Borderland                                                     |        |
| 2011      | 90210                                       | Guru Sona                              | odcinki It's Getting Hot in Here, All About a Boy, Revenge of the Nerd |        |
| 2012      | Przystań                                    | Moira                                  | odcinki Magic Hour, część 1 & 2                                        |        |
| 2014      | Rick i Morty                                | Ma-Sha                                 | dubbing odcinek Raising Gazorpazorp                                    |        |
| 2015      | The Originals                               | Dahlia                                 | gościnnie; sezon 2                                                     |        |
| 2023      | Ahsoka                                      | Wielka Matka Klothow                   | sezon 1                                                                | [ 2 ]  |

### Inne
| Tytuł / Polski tytuł          | Postać                      | Rok  | Format          | Notatki                                                   |
| ----------------------------- | --------------------------- | ---- | --------------- | --------------------------------------------------------- |
| Dragon Age: Inkwizycja        | Morrigan (głos)             | 2014 | gra             | PlayStation 4, PlayStation 3, Xbox One, Xbox 360, Windows |
| Śródziemie: Cień Mordoru      | Królowa Marwen (głos)       | 2014 | gra             | PlayStation 4, PlayStation 3, Xbox One, Xbox 360, Windows |
| Gears of War 3                | Samantha „Sam” Byrne (głos) | 2011 | gra komputerowa | Xbox 360, Xbox One (wsteczna kompatybilność)              |
| Uncharted 3: Oszustwo Drake’a | Chloe Frazer (głos)         | 2011 | gra komputerowa |                                                           |
| Rango                         | Angelique (głos)            | 2011 | film            |                                                           |
| Uncharted 2: Pośród złodziei  | Chloe Frazer (głos)         | 2009 | gra komputerowa |                                                           |
| Dragon Age: Początek          | Morrigan (głos)             | 2009 | gra komputerowa |                                                           |
| Gwiezdne wrota: Continuum     | Vala Mal Doran              | 2008 | film            |                                                           |
| Gwiezdne wrota: Arka Prawdy   | Vala Mal Doran              | 2008 | film            |                                                           |
| Crysis                        | Helena (głos)               | 2007 | gra komputerowa |                                                           |
| Stolen Life (Machinima Movie) | Kieru (głos)                | 2007 | film            |                                                           |
| Project Sylpheed              | Narrator (głos)             | 2007 | gra komputerowa |                                                           |
| Neopets: The Darkest Faerie   | Fauna (głos)                | 2005 | gra komputerowa |                                                           |
| One                           |                             | 2005 | film            |                                                           |
| Naked in London               |                             | 2005 | film            | tylko promo trailer                                       |
| God of War                    | Artemis (głos)              | 2005 | gra komputerowa |                                                           |
| Lords of Everquest            | Lady Briana (głos)          | 2003 | gra komputerowa |                                                           |
| Królowa potępionych           | Pandora                     | 2002 | film            |                                                           |
| Farscape: The Game            | Aeryn Sun (głos)            | 2002 | gra komputerowa |                                                           |
| Pitch Black                   | Sharon Montgomery           | 2000 | film            |                                                           |

## Audiobooki
- George R.R. Martin – Dreamsongs vol. 1; With Morning Comes Mistfall (2007)
- George R.R. Martin – Dreamsongs vol. 2; In the Lost Lands (2007)
- George R.R. Martin – Dreamsongs vol. 3; The Glass Flower i The Skin Trade (2007)
- Laurell K. Hamilton – Swallowing Darkness (2008)

## Inne produkcje audio
- Tony Daniels – Black Canoes; spektakl audio, razem z Anthonym Simcoe (2000)
- James Swallow – Shell Game (Stargate SG-1); razem z Michaelem Shanksem (2008)
- Uncharted – The Lost Legacy jako Chloe Frazer – gra wideo (2017)